# Warlus (Passo di Calais)
Warlus è un comune francese di 382 abitanti situato nel dipartimento del Passo di Calais nella regione dell'Alta Francia.

## Storia

### Simboli
Il comune ha adottato il suo stemma con delibera del 31 maggio 1990 riprendendo quello della famiglia Boucquel. La signoria di Warlus fu acquistata nel 1671 da Jean-Baptiste Boucquel (1628–1697), scudiero, segretario del Re e membro del consiglio dell'Artois, che fu signore anche di Hamelincourt.

## Società

### Evoluzione demografica
Abitanti censiti